# یووانووتسه
یووانووتسه (به صربی: Jovanovce) یک منطقهٔ مسکونی در صربستان است که در تسرنا تراوا واقع شده‌است. یووانووتسه ۴۳ نفر جمعیت دارد.